# Techno
A techno az elektronikus tánczene egyik fajtája, amely az 1980-as évek elején alakult ki Németországban. Később, 1988-ban, megjelent a  Techno! The New Dance Sound of Detroit című album összeállítás az Nagy-Britanniában. Idővel a stílust az EDM (Electronic Dance Music) Detroiti formájával kezdték el azonosítani. Manapság sok techno stílus létezik, de a sok alstílus alapjának a Detroit techno tekinthető.

## A techno zenei stílus
A techno egy igen nyílt és sok elemet befogadni képes elektronikus zenei műfaj, épp ezért általános jellemzői is igen tágak. Tempója általában 120-147 bpm közzé tehető, természetesen ennél léteznek sokkal lassabb és gyorsabb technók is.
A legtöbb techno 4/4-es gépi lábdobbal rendelkezik, de léteznek tört techno ütemek is. A techno hőskorában szinte kizárólag Roland TR-808-as és 909-es, dobgépek voltak jelen. Később a Jomox Xbase09, Xbase999 is. A samplerek megjelenése óta azonban gyakorlatilag bármilyen hangminta fellelhető az egyébként is igen színes ritmusszekcióban.
Szintetizátor-használata is igen változatos például Yamaha DX 200, Nord Modular, Virus B, C.TI, Yamaha TX 81, Yamaha CS1x. Sok zenében nem is lelhető fel szintetizátor, csak hangminták. A korai techno hangzást főként olyan legendás szintetizátorok határozták meg, mint a Roland TB-303-as, amely hangzásával később a techno egyik alműfaját, az acid technót eredményezte, de megemlíthetőek egyéb Roland modellek is, mint a Juno, vagy más gyártók szintetizátorai (Arturia, Moog stb.).
A techno zenei esztétikája is igen változatos, de azért néhány tipikus stílusjegy minden technóra jellemző.
Általában a lábdob és a mély frekvenciatartományok a hangsúlyosak, ezeket ellenpontozzák a magasak, a középtartomány dallamok, effektek és díszítések területe. Jellemző a dinamikus, határozott hangzásra törekvés, főként a táncparkettre szánt technókban.
Minimalista műfaj, vagyis egyszerű, repetitív, viszont jól értelmezhető elemekből építkezik. Ennek beteljesedése a napjainkban is roppant népszerű minimal stílus, mely a lehető legkevesebb elemre hagyatkozik, egyszerű hangok és dallamok jellemzik.
Kulturális öröksége a futurizmus, amelyet a műfaj előfutárának tekinthető 80-as évekbeli electro stílusból örökölt. A korai detroiti, nagyrészt afroamerikaiakból álló színtér ezt kissé saját képére formálva megalkotta az afro-futurizmust, amely a mai napig rengeteg zenében felfedezhető, lényegében az afrikai, törzsi hagyományok futurista megközelítése. Öröksége a tribal techno.
Később, a műfaj Európai hódítása során ezt részben elhagyta és a tiszta futurizmusra tért vissza, mely napjainkban újra egyre nagyobb teret kap tudományos-fantasztikus inspirációjú zenék formájában.

## Detroit Techno
A detroit techno előszobája az 1985 környékén már roppant népszerű chicago house volt. Három detroiti DJ, Derrick May, Juan Atkins és Kevin Saunderson ekkor foglalkozott behatóbban a Yellow Magic Orchestra és Bootsie zenéjével. A zenét nem egyszerűen szórakozásból hallgatták, hanem komolyan, elhivatottságból és filozófiai tartalommal megtöltve. A Bellevile-trió (így hívják őket, mert a Detroithoz közeli Belleville-ben laktak, jártak középiskolába és itt barátkoztak össze) az Electrifying Mojo nevű rádiós segítségével hamar betörtek a detroiti klubokba saját készítésű zenéikkel. Detroitban ekkoriban rendszeresek voltak a fegyveres összetűzések a nagyrészt fekete lakosság által látogatott klubokban, amely a kezdeti Chicago house hangzásra is rányomta bélyegét. Később Juan Atkins Rick Davisszel létrehozta a Cybotront, slágerük, a Techno City korhűen ábrázolta az épp ekkor már militarista szellemvárossá váló Detroitot, mely a műfaj második hullámának meghatározó eleme lett, és ettől kezdve vált általánossá a "techno", mint kifejezés.
1988-ra már a britek is felfedezték a technót, és hamarosan csatlakoztak a mozgalomhoz. A Detroit techno második hullámában a sokkal keményebb, emberidegenebb hangzás dominált, a korszak legnagyobb hatású zenészei Jeff Mills, Richie Hawtin és Carl Craig.

## Minimal
A klasszikus techno mellett egyre nagyobb teret hódított magának a minimál hangzás, a minimal techno. Legegyszerűbben talán a 'lassúsággal' lehetne jellemezni, a bpm szám jóval kevesebb (kb.: 110-130) más techno műfajoknál, valamint a minimal stílus egyik fő ismertetője az egyszerűség és a lényegretörés. A minimal hangzás egyik jeles képviselője, Richie Hawtin and Goodface szerint: "a minimalizmus olyan, mint egy idejétmúlt kifejezés, azaz nem működik már. Mérleghez hasonlítható: mi szükséges, és mi nem? Csak a kellő mennyiségű információ, mert nem akarok semmit se túlmagyarázni. Mint a korai minimalisták, például John Cage, én is a tökéletes egyensúlyra törekszem. Viszont, ha túlzottan minimalista vagy, akkor senki se fogja megérteni a műveidet, sőt, nem is érdeklődnek irántuk. Mert nincs mögöttük koncepció többé."
A minimal hangzás hazánkban még nem tartozik az ismertebb és hallgatottabb stílusok közé, de a stílus képviselőinek száma egyre növekszik Magyarországon, egyre több rendezvényszervező csapatnak (pl.: Hairy, NVC, Coronita, Illumination) tartozik a fő tevékenységi körébe olyan összejövetelek rendezése, ahol a meghatározó műfaj már a minimal techno.

## Hard Techno
A hardtechno a technonak egy olyan alfaja melyben az erőteljességé, határozottságé és a dinamizmusé a főszerep. Kialakulása Dj Amokhoz köthető egy 2002-es számmal. Ennek a stílusnak az előfutára a Schranz volt, amit Chris Lienbing (Christopher Liebing), André Walter talált ki. 2002-ben eléggé ott tartott a stílus, hogy mindenképp létre jön egy keményebb ága. Ebben a stílusban készült zenéknek alapjául a techno strukturális koncepciója szolgál míg az ütemek általában gyorsabbak (145-170 bmp közt, akár 180 bpm et is elérhetik.), a dobok és basszusok azon felül, hogy akár sűrűbbnek hathatnak erőteljesebbek, ezzel már egy masszív alapot szolgáltatva a komoly és magabiztos hangzásnak, a középhangokból felépített témák "szigorú" hangulatot sugallnak és katonás rendben monoton ismétlődnek majd ezeket ugyancsak erőteljes csattogó, szitáló érces magasak fűszereznek meg. 2002-2004-ben volt nagyobb átalakulás a techno-schranz és a hard techno mai kialakulása között, Amok mellett Robert Natus, Arkus P. Sven Wittekind, Boris S. Frank Kvita és Seema mozdította el a legjobban a stílust. A hardtechno általános hangzása mindig erőteljes, mondhatni egy jól eltalált hardtechno zene olyan mint egy acélkockába zárt robbanóanyag mely kitörni próbál de nem tud.
Itt érdemes legfőképp Natus-t és Arkus P.-t megemlíteni. Arkus P. még kezdetekkor csak hardwareval zenélt, Ami egy jomox xbase09, nord clavia micro modullar, egy yamaha su 700-at és egy keverőt használt. Natus is stúdiójában erőszeretettel használ hardwaret. Itt érdemes megemlíteni hogy ő is szintén jomox termékkel csinálta a hardtechno mintáit.
A stílust mára többfelé próbálják szakítani, kinek örömére, kinek bánatára.Ez főleg hardtechnoban látszódik, elhagyta a régi zord mivoltát, felváltotta a dubstepes betétek és a rossz keverés. Alapvetően egy mondjuk, hogy "jó" tulajdonsága, hogy egy jól elkészített alapra ha bármit tesznek, az "jól" hangzik. Ebből kifolyólag sok producer próbálkozik nem már a fő techno stílusba/hangzásba vágó hangokkal, dallamokkal. Emiatt rengeteg behatárolhatatlan mű keletkezik és egyben teszi a stílus eredeti mivoltát és jövőjét sokak számára jogosan kétessé.
A hardtechno rétegzene. Ez annyit jelent, hogy a társadalomnak csak bizonyos rétege preferálja/értékeli mint szórakozást. Erős, kemény hangzása miatt az emberek többségében olyan érzéseket kelt, melyeket nem tudnak úgy feldolgozni, mint a stílus ápolói, ezért visszataszítónak és zavarónak, néha kifejezettel tolerálhatatlannak találják az ilyen jellegű zenéket.

## „Techno Scene” azaz a techno kultúra
A techno zenei stílus hallgatóinak növekedésével rendezvénysorozatok, ruházati szokások, technóra szakosodott klubok, zenei lapok keltek életre, speciálisan a színtér számára. Az itt létrejövő és folyamatosan formálódó trendek befolyásolják a techno fejlődési irányait.
A legnagyobb techno zenei kulturális élet Európában, azon belül Németországban található, ahol a műfaj legősibb gyökerei, mint a kraut-rock és a német electro (Kraftwerk) már évtizedekkel korábban hódítottak. Furcsa ellentmondás, hogy bár a műfaj az U.S.A-ban született, mégis ez a fajta zene csupán az elmúlt években tudott magának nagyobb teret hódítani a tengerentúlon.
A technokultúra napjainkra mindenhol jelen van Amerikától Japánig, befolyása a többi kulturális és művészeti mozgalomra vitathatatlan. Egyszerű nyelvezete és kifejező ereje miatt a 90-es évek elejétől a technóval párhuzamosan újra felvirágzott a minimalizmus és a futurizmus a képzőművészetben és az építészetben.

## Magyar előadók
Steam Shape, Bernáthy Zsiga, Paralich, Gabor Kraft (Coyote), Aladarus, Hot X, Sikztah, Jay Lumen, SanFranciscoBeat, Akos Wex, Secret Factory, Mateo & Spirit, Experimental, Crdwell, Isu, Metha, Normál Tamás,Dj.Baxxter, Lenfloot, Svetec, Third 2hift, Peat Noise 

## Külföldi előadók
Abe Duque | Adam Beyer | Adam X | Adiel | Adk | Adonis | Alex Calver | Alexander Kowalski | Andreas Kremer | André Walter | Andreas Schulz | Aokd | Arkus P | Autechre | Aux 88 | Bazz – Dee | Ben Santo | Ben Sims | Blake Baxter | Boris Brejcha | Boris S | Bozoli | Brainshaker | Brixton | Cari Lekebusch | Carl Cox | Carl Craig | Chris Noise |Chris Liebing| Christian Fischer | Christian Smith | CJ Bolland | Cristian Varela | Curzio Scherurer | Dame Shila |Dubmore| Dan Monox | Danela Haverbeck | Daniel Gloomy | Danny Howels | Dave Clarke | Dave Shokh | Dave Tarrida | Deborah De Luca | Deadly Sins | Deetron | Derrick May | Dj Amok | Dj Boss | Dj Funk | DJ Grega | Dj Hammond | Dj Hell | Dj Lukas | Dj Martyn Hare /emetic | Dj Murphy | Dj Sunny | Dj Ocram | Dj Rush | Dj Slugo | Dj Ze Míg L | Dj Ogi | Dr. Lektroluv | Dj aligator |Dubfire | Ellen Allien & Apparat | Energun | Evil Concussion | Eric Sneo | Fatality Michael Kosiol | Felix Kröcher | Fernanda Martins | Floxytek | Frakmatik | Frank Kvitta | Frank Sonic | Funk D'void | Gene Lefosse | Glenn Wilson | Green Velvet | Greg Notill | Hanno Hinkelbein | Hardtrax | Hardy-j | Benrik B | Holgi Star | Human |Hot Since '82| Jackhamma | James Holden | Jamie Bissmire | Jarno Marchetto | Jeff Mills | Joc & Spy | Joell Mull | John Aquaviva | John Selway | Joris Voorn | Josh Wink | Juan Atkins | Kay D. Smith | | Kas:st | Kenny Lerkin | Kevin Saunderson | Killswitch | Klaus Beyer | Kraftwerk | Kriz Miller | Kobosil | Leo Annibaldi | Leo Laker aka Switchbalde | Matthew Bomb | Manuel Fuentes | Marc Acardipane | Marcel Costeau | Marco Bailey | Marco Carola | Marco Remus | Mario Ranieri | Markus Lange | Marshall Jefferson | Martin W | Matt M Maddox | Megy Feel | Mhonolog | Mike Fred | Minupren | Miro | Misjah | Misstress Barbara | Mo-Franco | Morc | Motor | Musikgestalter | (mu)-ziq | Neil Landstrumm | Nightmares On Wax | Nilux | NorTheq | Tobias Lüke aka OBI | Oliver Huntemann | Pasquale Schwarzz | Patrick Skoog | Patrick DSP | Paul Birken | Paul Johnson | Paul Kalkbrenner | Paul Langley | Pet Duo | Peter B | Pheeva | Phill Kieran | Redhead | Reset | Richie Hawtin | Roberto Ferretti |Robert Armani | Robert Leiner | Robert Natus | Sam Paganini |Samuel L Session | Sandy Warez | Scan X | Scott Kemix | Seema | S. Ewe | Sissco | Slobodan | Sonarsson | Space DJz | Speedy J | Stacey Pullen | Stanny Franssen | Steve Bug | Steve Rachmad | Sven Väth |Swami Rhami| Sven Wittekind | Terrence Fixmer | Tetrapak | The Advent | The Anxious | The Horrorist | Thomas Krome | Thomas Schumacher | Tiefschwarz | Tiga | Tim Xavier | Tis | Tomash Gee | Userkiller | Vendel Schulze | Viper Xxl | Waldhaus | Weichentechnikk | WestBam | Woody Mcbride | Xenex | Yellow | Zina & Mandy